# Imagerie photoacoustique pour la biomédecine

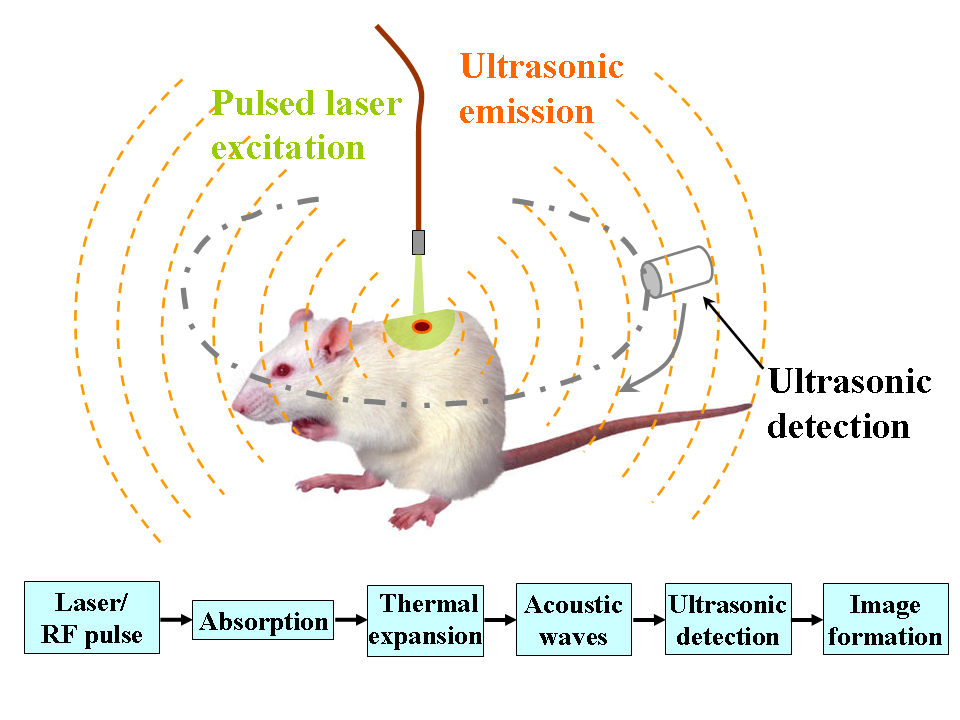
Fig. 1. Schéma illustrant l'imagerie photoacoustique.

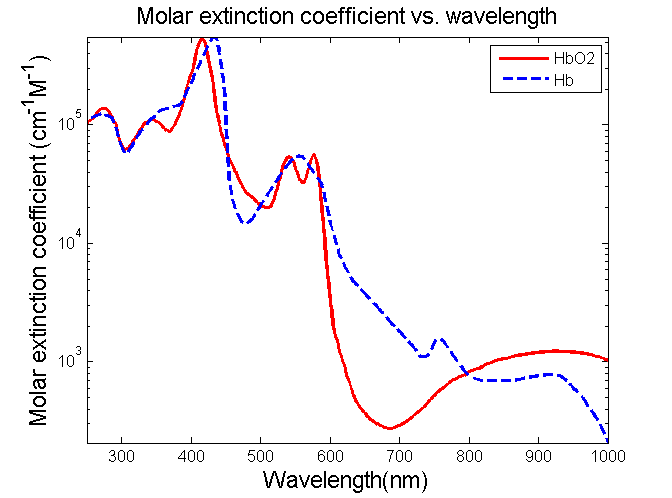
Fig. 2. Spectre d'absorption des formes oxy et desoxy de l’hémoglobine.

L'imagerie photoacoustique, en tant que modalité de l'imagerie biomédicale, est basée sur l'effet photoacoustique. Dans l'imagerie photoacoustique, des impulsions laser non ionisantes sont émises à l'intérieur de tissus biologiques ; lorsque ce sont des impulsions radiofréquences qui sont employées, on parle alors de thermoacoustique. Une partie de l'énergie émise par le laser est alors convertie en chaleur, entraînant un régime transitoire thermoélastique et produisant l'émission d'ultrasons. Les ultrasons générés sont alors mesurés par un transducteur ultrasonore, puis analysés dans le but de générer des images. L’absorption optique est intimement liée aux propriétés physiologiques, citons par exemple la concentration en hémoglobine et la saturation en oxygène. L'amplitude de l'émission d'ultrasons étant proportionnelle à la quantité d'énergie transférée, la mesure révèle les contrastes d'absorption optique des spécificités physiologiques. Des images 2D ou 3D de la zone ciblée peuvent alors être calculées. La Fig. 1 est une illustration montrant les bases du principe de l'imagerie photoacoustique.
L'absorption optique des tissus biologiques peut provenir de molécules endogènes telles que l'hémoglobine, la mélanine ou bien exogènes comme les agents de contrastes. À titre d'exemple la Fig. 2 montre le spectre d'absorption optique de l'hémoglobine oxygénée (HbO2) et de l'hémoglobine désoxygénée (Hb) dans le spectre visible et le proche infrarouge. Du fait que le sang a un coefficient d'absorption d'un ordre de grandeur plus important que les tissus environnants, le contraste endogène est donc suffisant pour la visualisation des vaisseaux sanguins. Les récentes études ont montré que l'imagerie photoacoustique peut être réalisée in vivo pour la surveillance de l'angiogenèse des tumeurs, la cartographie de l'oxygénation du sang, l'imagerie fonctionnelle du cerveau, la détection de mélanome sur la peau, etc.

## Principe physique
L'imagerie photoacoustique repose sur l'effet photoacoustique : en émettant une onde électromagnétique dans un objet (en l’occurrence, pour de l'imagerie médicale, dans un patient), celle-ci se voit absorbée et son énergie convertie en chaleur. Cette augmentation locale de la chaleur crée une dilatation des tissus. En faisant varier l'onde émise (typiquement, en envoyant des courtes impulsions), les tissus subiront des cycles de dilatation-compression générant des ondes mécaniques dans le patient, qui peuvent alors être écoutées pour construire une image interne du patient.

## Tomographie photoacoustique/thermoacoustique (PAT/TAT)
Un système de tomographie photoacoustique (PAT) déclenche le processus d'excitation photoacoustique à l'aide d'impulsions lasers. Un détecteur à ultrasons non focalisé est employé pour acquérir les ondes acoustiques produites. L'image est alors reconstruite par résolution inverse des équations photoacoustiques.
Un système de tomographie thermoacoustique (TAT) est identique à un système photoacoustique PAT à ceci près que des excitations micro-ondes sont utilisées au lieu d'excitations lasers.
Un système classique PAT est schématisé sur la partie gauche de la figure 3. Les impulsions lasers sont diffusées pour couvrir l'ensemble de la région d'intérêt. Les ondes photoacoustiques sont générées proportionnellement à la distribution de l'absorption optique du patient, et sont captées par un transducteur ultrasons.

### Équation générale
Étant donné la fonction de chaleur {\displaystyle H({\vec {r}},t)}, la génération et propagation des pressions d'ondes acoustiques {\displaystyle p({\vec {r}},t)} dans un milieu acoustique non visqueux est déterminée par
{\displaystyle \nabla ^{2}p({\vec {r}},t)-{\frac {1}{v_{s}^{2}}}{\frac {\partial ^{2}}{\partial {t^{2}}}}p({\vec {r}},t)=-{\frac {\beta }{C_{p}}}{\frac {\partial }{\partial t}}H({\vec {r}},t)\qquad \qquad \quad \quad (1),}
où {\displaystyle v_{s}} est la vitesse du son dans le milieu, {\displaystyle \beta } est le coefficient d'expansion thermique et {\displaystyle C_{p}} est la capacité de chaleur spécifique à pression constante. L'équation (1) est valable sous condition de confinement thermique pour assurer que la conduction de chaleur est négligeable lors de l'excitation par les impulsions lasers. Le confinement thermique existe quand la largeur d'impulsions du laser est négligeable devant le temps de relaxation thermique.
La solution de l'équation (1) (en propagation avant) est alors
{\displaystyle \left.p({\vec {r}},t)={\frac {\beta }{4\pi C_{p}}}\int {\frac {d{\vec {r'}}}{|{\vec {r}}-{\vec {r'}}|}}{\frac {\partial H({\vec {r'}},t')}{\partial t'}}\right|_{t'=t-|{\vec {r}}-{\vec {r'}}|/v_{s}}\qquad \quad \,\,\,\,(2).}
En confinement de stress, qui survient quand la largeur d'impulsion laser est négligeable devant le temps de relaxation sous stress, l'équation (2) peut être développée en
{\displaystyle p({\vec {r}},t)={\frac {1}{4\pi v_{s}^{2}}}{\frac {\partial }{\partial t}}\left[{\frac {1}{v_{s}t}}\int d{\vec {r'}}p_{0}({\vec {r'}})\delta \left(t-{\frac {|{\vec {r}}-{\vec {r'}}|}{v_{s}}}\right)\right]\qquad \,(3),}
où {\displaystyle p_{0}} est la pression photoacoustique initiale.

### Algorithme de reconstruction
Dans un système PAT, la pression acoustique est détectée en scannant avec un transducteur ultrason la surface de la source photoacoustique, en l'occurrence la partie du corps étudiée du patient. Pour obtenir la distribution interne des sources, il est nécessaire de résoudre le problème inverse de l'équation (3).
Une méthode représentative appliquée pour le problème de reconstruction dans un système PAT est l'algorithme de rétroprojection universel. Cette méthode est adaptée pour trois types de géométries : surfaces planaires, sphériques et cylindriques.
La formule de rétroprojection universelle est
où {\displaystyle \Omega _{0}} est l'angle solide soutenu par la surface {\displaystyle S_{0}} par rapport au point de reconstruction {\displaystyle {\vec {r}}} dans {\displaystyle S_{0}}, et où
Connaissant alors la pression photoacoustique initiale {\displaystyle p_{0}} on obtient des informations sur l'énergie optique absorbée et on peut donc en déduire les caractéristiques physiologiques du tissu excité.

### Applications médicales

#### Détection des lésions du cerveau
Les tissus mous du cerveau possédant des propriétés d'absorption différentes peuvent être clairement identifiés par tomographie photoacoustique. Par exemple, le contraste d'absorption entre la région d'une lésion et le parenchyme est significatif comme le montre la Fig. 4(a) (la lésion est située dans la partie inférieure gauche). La Fig. 4(b) est la photographie correspondant au crâne ouvert après l'expérience.

#### Supervision hémodynamique
Puisque HbO2 et Hb sont les composés absorbant dominant des tissus biologiques dans le spectre visible, des mesures photoacoustiques à de multiples longueurs d'onde peuvent être utilisées pour révéler les concentrations relatives de ces deux chromophores. Ainsi, les concentrations totales relatives d'hémoglobine et la saturation en oxygène de l'hémoglobine (sO2) peuvent être obtenues. Il est donc possible de détecter les changements d'hémodynamique cérébrale associées aux fonctions du cerveau.
La figure 5 est l'image fonctionnelle des changements hémodynamiques cérébraux en réponse à la stimulation des moustaches du rat. Dans cette figure, (a) correspond à l'image PAT des motifs vasculaires de la partie superficielle du cortex du rat, acquise sans créer de dommages à la peau ou au crâne. (b) et (c) sont les images fonctionnelles PAT correspondant à l’excitation de la moustache gauche et droite, respectivement. (d) est une photographie crâne ouvert de la partie superficielle du cortex du rat.
La figure 6 présente les changements fonctionnels de sO2 et HbT comme résultats de modulations physiologiques. En hyperoxie, le niveau moyen de sO2, noté <sO2>, dans les régions des veines corticales dans le cerveau du rat, est plus grande qu'en normoxie, avec un écart <ΔsO2> de ~10 %. En état d'hyperoxie, le <sO2> est plus faible qu'en état de normoxie, avec un écart <ΔsO2> de ~13 %. Alors que le taux moyen d'HbT, <HbT>, présente une hausse relative de ~12 %, notée <ΔHbT>/<HbT>, en conséquence du passage de normoxie à hyperoxie, ce qui est sensiblement plus important que les ~4% d'augmentation relative en <HbT> en conséquence du passage d'hyperoxie à normoxie.

#### Diagnostic du cancer du sein
En utilisant des micro-ondes de faible dispersion comme source d'excitation, un système TAT est capable de pénétrer des tissus biologiques épais (plusieurs centimètres) avec une résolution spatiale inférieure au millimètre. Comme les tissus sains et cancéreux ont des réponses différentes aux radiations radiofréquence, la modalité TAT peut trouver une application dans le diagnostic précoce du cancer du sein.
La figure 7 montre l'image TAT d'une mastectomie où le tissu malin du sein génère un signal thermoacoustique bien plus important que le tissu bénin l'entourant à cause de sa forte absorption des micro-ondes.

## Microscopie photoacoustique (PAM)
La microscopie photoacoustique (PAM) consiste à utiliser les principes de l'effet photoacoustique en focalisant le rayon laser éclairant et en utilisant un transducteur ultrasons focalisé pour obtenir l'image de l'absorption du laser par la région observée. Il suffit alors de réaliser une acquisition point à point pour obtenir une image haute résolution de l'échantillon observé.
La profondeur d'exploration de la microscopie photoacoustique est principalement limitée par l'atténuation des ultrasons. Les résolutions spatiales et latérales dépendent du transducteur utilisé. Pour obtenir une haute résolution axiale, il faut choisir un transducteur avec une fréquence centrale élevée et une large bande-passante. La résolution latérale est déterminée par le diamètre focal du transducteur. Par exemple, un transducteur ultrasonore de fréquence centrale 50 MHz permet d'obtenir une résolution axiale de 15 μm et latérale de 45 μm pour une profondeur d'exploration de 3 mm.
La PAM a de nombreuses applications en imagerie fonctionnelle. Les propriétés de l'effet photoacoustique permettent notamment d'extraire des informations physiologiques sur l'échantillon observé comme la concentration de l'hémoglobine ou la saturation en oxygène. La PAM trouvera ainsi son intérêt dans l'observation de tissus biologiques in vivo. Les applications en médecine actuellement retenues par les chercheurs sont l'imagerie de l'angiogénèse d'une tumeur, de la saturation en oxygène du sang ou de mélanomes.